# Zamysłów (Rybnik)
Zamysłów – część miasta i dzielnica Rybnika położona w bezpośrednim sąsiedztwie obszaru Śródmieścia, po jego południowej stronie. Przez dzielnicę przepływa rzeka Nacyna.
Liczba mieszkańców ok. 3582 (2021). 
W dzielnicy znajduje się m.in. kościół pw. Niepokalanego Poczęcia Najświętszej Maryi Panny.

## Historia
Utworzenie osady nastąpiło późno, bo dopiero na przełomie XVI i XVII wieku, było ono związane z występowaniem na jej terenie złóż cyny. W tym czasie w okolice dzisiejszego Zamysłowa dotarli poszukiwacze tego metalu. Miejscowa ludność zaczęła o nich mówić, że przyjechali ”na cyna” czyli po cynę. Złoża tego właśnie metalu odkryto w pobliżu rzeki, tłumaczy to jej późniejszą nazwę „Nacyna”. Legenda tłumacząca nazwę Zamysłów mówi że Czesi wydobywający cynę doszli do wniosku iż cały biznes nie przynosi już zysku i właśnie wtedy zaczęli zamyślać się nad dalszym kontynuowaniem działalności. 
1 grudnia 1945 włączony do Rybnika, co sformalizowano 1 stycznia 1951 (patrz gmina Zamysłów).

## Obiekty
Na Zamysłowie znajdują się:
- Zespół przyrodniczy „Okrzeszyniec”[6]
- Przedsiębiorstwo Wodociągów i Kanalizacji, ul. Pod lasem
- Miejska Kompostownia Odpadów Roślinnych[7]